# 查拉亞韋
查拉亞韋（西班牙語：Charallave）是委內瑞拉的城市，由米蘭達州負責管轄，位於該國北部，始建於1681年，海拔高度315公尺，主要經濟活動有貿易業和工業，2001年人口129,214。